# Kostel svatého Františka Xaverského (Uherské Hradiště)
Kostel svatého Františka Xaverského v Uherském Hradišti, je barokní chrám, stojící na Masarykově náměstí. Tvoří součást komplexu bývalé jezuitské koleje, gymnázia a semináře sv. Františka Borgii pro nemajetné studenty s divadelním sálem. Patří do místního děkanátu a je ústředním kostelem římskokatolické farnosti Uherské Hradiště.

## Dějiny a architektura
Fundátorkou jezuitského řádu na Moravě byla paní Kateřina Alžběta Zoubková ze Zdětína a na Habrovanech, která svou závětí z 5. října 1635 darovala řádu svá panství Zdounky a Habrovany. Svědkem podpisu závěti byl kardinál František z Ditrichštejna, který však prosadil založení koleje v Kroměříži. Teprve po vyplenění Kroměříže švédským vojskem roku 1643 vydal generál řádu souhlas s přesunutím jezuitů do Uherského Hradiště. Základní kámen ke stavbě koleje s osově řešeným kostelem mezi dvěma dvory a s průčelím orientovaným do hlavního náměstí, byl položen 28. června 1654 a v roce 1662 se jezuité nastěhovali do dokončených částí budovy. Základní kámen kostela dne 10. srpna 1670 slavnostně položil provinciál řádu jezuitů Šimon Schürer.
Sálový kostel jezuitského typu podle prototypu římského kostela Il Gesù s valenou stlačenou klenbou s pasy a výsečemi a emporami nad šesti mělkými bočními kaplemi. Postavil jej Jan Jeroným Canevalle v letech 1670–1685 podle projektu Jana Dominika Orsiho při městských hradbách, v bahnitém terénu na dubových pilotech a dřevěném roštu z borovice. V roce 1671 totiž město postihla povodeň a vyvolala obavy o stabilitu kostela. V padesátých letech 20. století byla položena sonda k pilířům a následný technologický průzkum prokázaly, že dřevo je dosud v dobrém stavu.

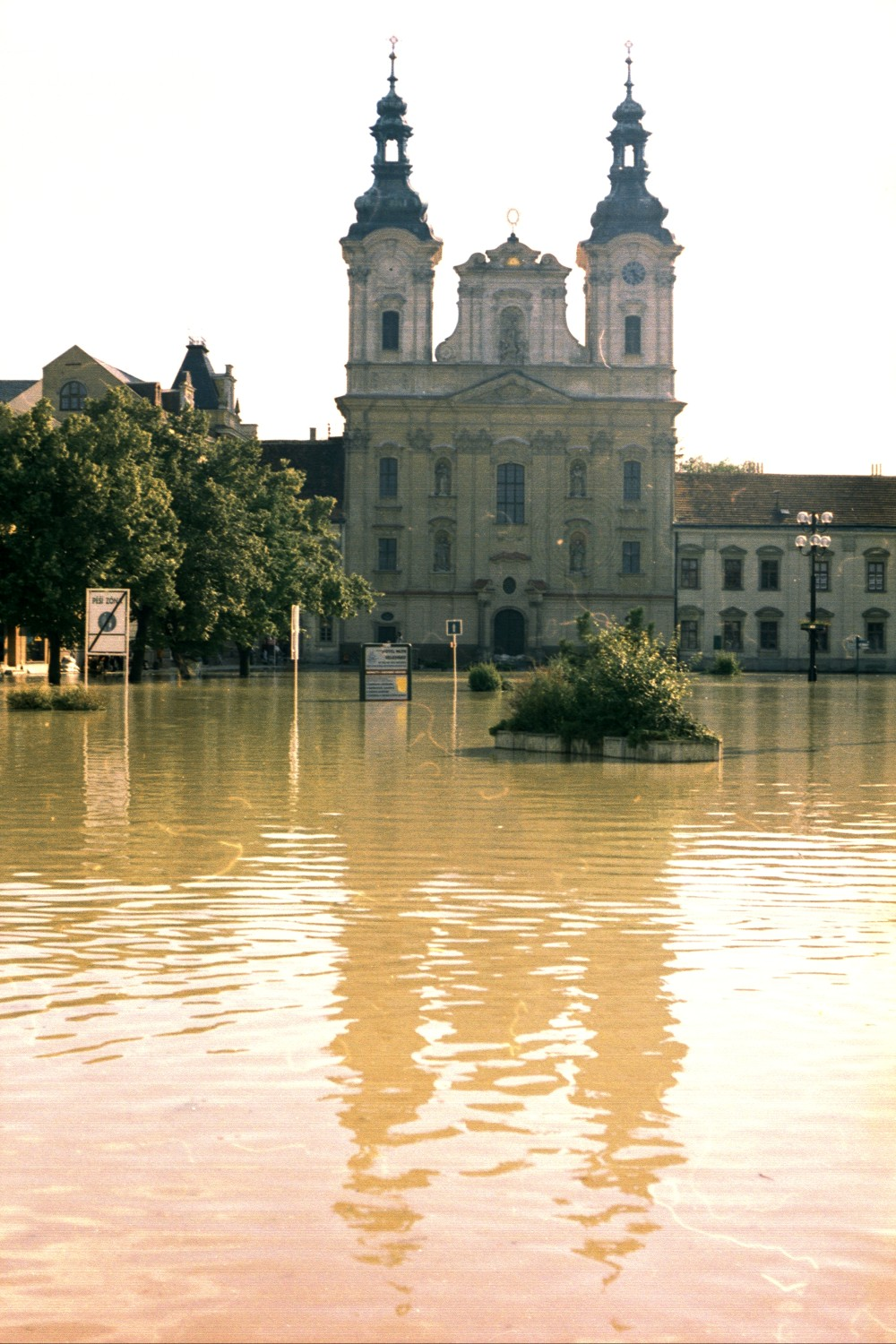
Zaplavený kostel při povodni v červenci 1997

23. dubna 1681 vypukl v Uherském Hradišti požár u františkánů, zachvátil město včetně areálu jezuitů a téměř dostavěný kostel zcela vyhořel. Přesto hned následujícího roku 30. června 1682 olomoucký světící biskup hrabě Jan Josef Breuner kostel již vysvětil. Roku 1689 byl do kostela věnován rozměrný obraz významného pražského malíře Jana J. Henische. Rozměrné plátno o velikosti 640 x 420 cm zaplatila za 350 zlatých hraběnka Kateřina Magnisová ze Strážnice. Další požár následoval v roce 1695. Tím se jeho dostavba a zařizování opozdily. K posledním stavebním úpravám průčelí kostela a přetvarování bání obou věží došlo v roce 1755. Zároveň byl dosavadní interiér obohacen o obrazy Ignáce Raaba a sochy Ondřeje Schweigla a dalších. Dvouvěžové průčelí, členěné pilastry s volutovým štítem, je ve výklencích ozdobeno štukovými sochami jezuitských světců od Ignáce Morávka.
Po zrušení jezuitského řádu v roce 1773 v kostele nadále pokračovaly bohoslužby. Od roku 1778 byl prohlášen za farní, náhradou za zchátralý a roku 1785 zbořený kostel sv. Jiří.
Při povodni v červenci 1997 byl kostel spolu s celým náměstím zasažen vodou z rozlité řeky Moravy.

## Interiér

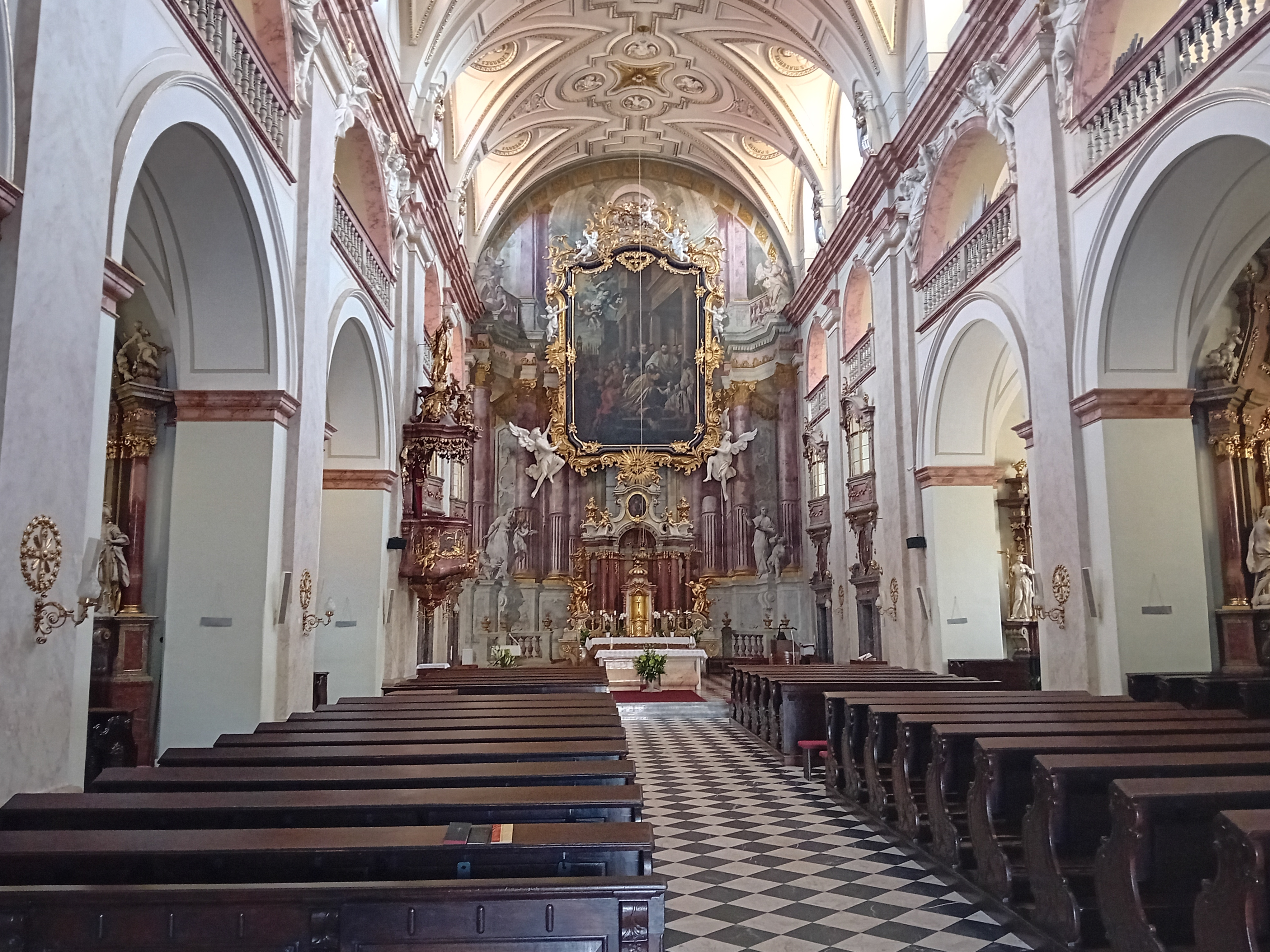
Interiér kostela

Současné pozdně barokní vybavení kostela pochází z 2. poloviny 18. století, respektive z let 1768–1773, a doplňuje tak starší obrazy pražského malíře Jana Jiřího Heinsche a slezského Michaela Leopolda Willmanna. Čelní stěnu presbytáře vymaloval iluzivní freskou Juda Tadeáš Supper z Moravské Třebové. Sochařskou složku oltářů a kazatelnu dodala dílna brněnského Ondřeje Schweigla, která navazuje na plastiky Ignáce Morávka a Františka Ondřeje Hiernleho. Ucelenou rokokovou výzdobu završilo početné dílo jezuitského malíře Ignáce Raaba a jeho dílny.
Ve štukových medailonech na klenbě jsou zobrazeni čtyři evangelisté a dvanáct apoštolů. Tyto dekorace provedl roku 1895 sochař Antonín Popp podle návrhu architekta Josefa Schulze. V řádové kryptě pod hlavním oltářem byly roku 1690 uloženy ostatky fundátorky Kateřiny Zoubkové, přenesené z brněnské koleje. Dále zde byli pohřbíváni členové zdejší koleje a školy. Krypta byla za hygienických reforem Josefa II. zrušena.

### Presbytář s hlavním oltářem
- oltářní obraz sv. František Xaverský křtící pohanského krále – Jan J. Heinsch (1689)
- rám obrazu s anděly – Ignác Morávek
- tabernákl: sochy andělů – Matyáš Kovanda; obraz sv. Jiří bojující s drakem – Ignác Raab
- iluzivní freskový oltář s postavami sv. Františka Borgii a sv. Petra Kanisia – Juda T. Supper (1768)
- oválné obrazy nad vchody: Přijímání sv. Aloise Gonzagy sv. Karlem Boromejským a Přijímání sv. Stanislava Kostky andělem – oba Juda T. Supper (kolem 1768); sv. Viktorie a sv. Josef – oba Michael L. Willmann (1686)

#### Kaple sv. Viktorie
- oltář s relikviářem sv. Viktorie (1749) a alegorickými sochami Víry, Naděje, Lásky (1752)
- fresky ze života světice (1681): Vize, Umučení a Oslava

### Kaple Panny Marie Bolestné s oltářem
- sochy Piety a tří japonských mučedníků sv. Jakuba Kisaie, sv. Pavla Miki a sv. Jana Gota – Ondřej Schweigl
- oltář sv. Veroniky – obraz Ignác Raab
- obraz naproti oltáři sv. Marta na modlitbách – Ignác Raab

### Kaple sv. Barbory s oltářem
- sochy Stětí sv. Barbory, anděla, mladíka (snoubence Barbory) a anděla s vavřínovým věncem – Ondřej Schweigl
- oltář sv. Kateřiny Alexandrijské – obraz Ignác Raab
- obraz naproti oltáři: Král David s harfou – Ignác Raab

### Kaple sv. Josefa s oltářem
- oltářní obrazy Smrt sv. Josefa, v nástavci Apoštol sv. Juda Tadeáš – oba Ignác Raab
- sochy sv. Jana Křtitele, sv. Šebestiána a andílků – Ondřej Schweigl
- oltář sv. Jana Nepomuckého – obraz Ignác Raab, sochy andělů Ignác Morávek nebo Matyáš Kovanda
- obraz naproti oltáři: Přijímání sv. Marie Egyptské – Ignác Raab

### Kaple sv. Ignáce s oltářem
- oltářní obrazy Vize sv. Ignáce z Loyoly, v nástavci Zázrak sv. Vojtěcha – oba Ignác Raab
- sochy sv. Vavřince, sv. Floriána a andílků – Ondřej Schweigl
- oltář sv. Aloise Gonzagy – obraz (1732), sochy andělů Ignác Morávek

- obraz naproti oltáři: sv. Petr Kajícník – Ignác Raab

### Kaple sv. Anny s oltářem
- oltářní obrazy Vyučování Panny Marie, v nástavci Vize sv. Terezie z Ávily – oba Ignác Raab
- sochy sv. Voršily, sv. Kateřiny Sienské a andělů – František O. Hiernle
- na menze je sousoší Hold českého lidu Božskému Srdci Páně – Štěpán Zálešák (1938)
- ve výklenku socha sv. Terezie z Lisieux (konec 19. století)
- obraz naproti oltáři: Návrat marnotratného syna – Ignác Raab

### Kaple Andělů strážných s oltářem
- oltářní obrazy Archanděl Rafael s Tobiášem a archanděly v oblacích, v nástavci Kázání sv. Vincence Ferrerského – oba Ignác Raab
- sochy sv. Antonína Paduánského, sv. Petra z Alcantary a andělů – František O. Hiernle
- na menze je sousoší Hold českých světců Neposkvrněnému srdci Panny Marie – Leopold Christ
- ve výklenku socha sv. Judy Tadeáše (konec 19. století)
- obraz naproti oltáři: Kajícná Máří Magdaléna – Ignác Raab

### Ostatní vybavení
- kazatelna se sousoším Kázání sv. Františka Xaverského a reliéfem Zázrak na moři na poprsnici – Ondřej Schweigl (1770)
- v kapli Bolestné Panny Marie je umístěna mramorová křtitelnice se sousoším Kristova křtu
- ve vyřezávaných zlacených rámech pod kruchtou visí obrazy sv. Aloise Gonzagy při modlitbě a sv. Stanislava Kostky před Pannou Marií s Ježíškem (z poloviny 18. století)
- barokní lavice, zpovědnice a varhanní skříň jsou dílem Adama Freytaga, původní varhanní stroj byl na konci 19. století nahrazen pneumatickým od firmy Rieger-Kloss

- Presbytář s hlavním oltáře a obrazem od Jana J. Heinsche
- Oltář sv. Barbory od Ondřeje Schweigla
- Kazatelna od Ondřeje Schweigla
- Oltář sv. Veroniky s obrazem od Ignáce Raaba
- Varhany